# Alan Hovhaness

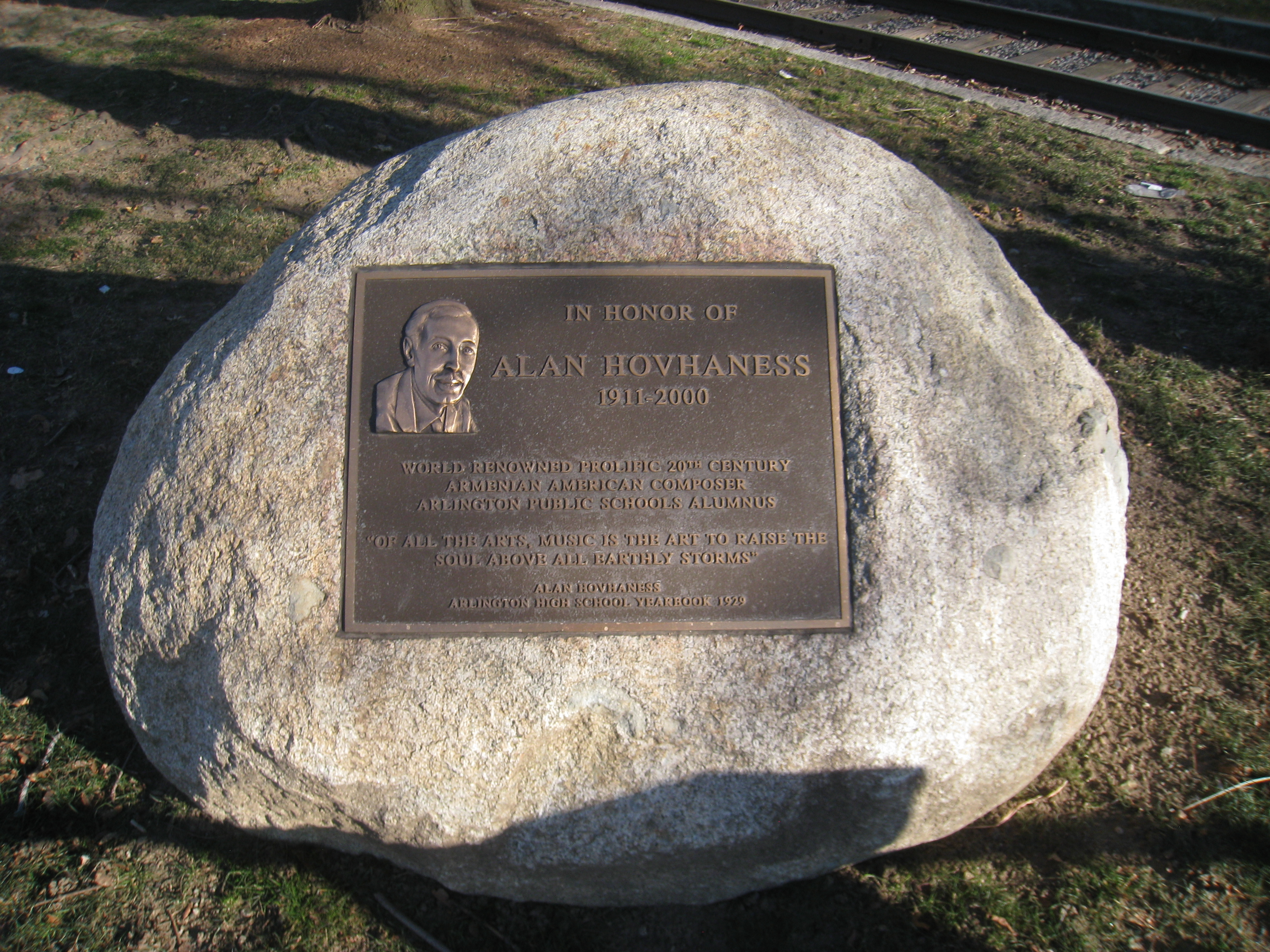
Gedenksteen met het portret van Hovhaness

Alan Hovhaness (Somerville (Massachusetts), 8 maart 1911 - Seattle, 21 juni 2000) was een Amerikaanse componist die in Europa tamelijk onbekend is gebleven. Hij schreef een groot aantal composities, waaronder 67 symfonieën, 9 opera's, 2 balletten en meer dan 100 werken voor kamerensembles.

## Leven
Hovhaness, geboren als Alan Vaness Chakmakjian (Armeens: Ալան Հարությունի Չաքմաքչյան) was de zoon van een Armeense scheikundeleraar en een moeder van Schotse komaf. Hij componeerde al van jongs af aan, naar men zegt vanaf zijn vierde jaar. Omdat zijn ouders het componeren afkeurden, deed hij dit vaak stiekem, 's nachts, of in de badkamer. Hij verstopte zijn werk onder de badkuip.
Hij studeerde aan het New England Conservatorium in de jaren 30 van de 20e eeuw; piano bij Adelaide Proctor en Heinrich Gebhard, compositie bij Frederick Converse. Hij vertelde ooit dat hij tweemaal muziek studeerde: eenmaal om zijn leraren goed te stemmen en eenmaal om zichzelf te plezieren. Hij kon niet overweg met de nieuwe stromingen die in de 20e eeuw hun opwachting maakten en liet die daarom links liggen. In 1942 kreeg Hovhaness een beurs om te studeren aan het befaamde Tanglewood. Men bekritiseerde daar zijn werk zo, dat hij het instituut snel verliet. Vlak daarna kwam hij in contact met de Griekse kunstschilder (hijzelf noemde het een spirituele onderwijzer) Hermon di Giovanno, die hem aanraadde terug te keren naar zijn achtergrond: in dit geval Armenië. Een andere inspirator is Masataro Togi, een Japanse bespeler van de gagaku.
Door zijn interesse voor Oosterse muziek, filosofie en godsdienst, werd Hovhannes naderhand ontevreden over zijn jeugdwerk. Op latere leeftijd vernietigde hij veel van zijn vroege werk, ongeveer 1000 composities. Hij bleef vooral 's nachts componeren, en ging pas slapen als de zon vanachter de bergen opkwam. Door zijn grote productie kon hij als een van de weinige moderne componisten van klassieke muziek leven van zijn componeerwerk.
In de jaren 50 reisde hij veel. Zo bezocht hij India, Japan en Korea, waar zijn muziek gunstig werd ontvangen, en waar hij ook nieuwe stijlelementen ontdekte.
Alan Hovhaness is zes keer getrouwd geweest. Bij zijn eerste vrouw, Martha Mott Davis, kreeg hij zijn dochter en enig kind Jean Nandi. Zijn laatste vrouw die hem tot aan zijn dood met liefde verzorgde, Hinako Fujihara, zijn muze en van beroep coloratuursopraan was ongeveer 25 jaar jonger dan Alan.

## Werk
Het werk van Hovhaness heeft veel Aziatische invloeden gekend, niet doordat hij de zoon van een Armeniër is, maar door zijn reizen naar India, Japan, Hawaï en Zuid-Korea. De componist had veel belangstelling voor religie en mystiek. Hovhaness was een Boeddhist, wat in zijn werk tot uitdrukking komt door mysterieuze maar rustige melodielijnen. Ook beïnvloed door middeleeuwse en renaissance muziek paste Hovhaness soms de vormleer van Bach toe, met name zijn polyfonie.
Zelf zegt Hovhaness dat zijn werk vooral is geïnspireerd door de natuur, met name door de bergen. Hovhaness was geen vernieuwende pionier, zoals zijn tijdgenoten Stravinsky en Schönberg. De muziek van Hovhaness is melodieus en zangerig van aard en werd tijdens zijn leven al door velen gewaardeerd. Het werk van Hovhaness is relatief eenvoudig uit te voeren.
Zoals Olivier Messiaen heeft Hovhaness het mystieke en wereldse, het oosterse en het westerse, oud en modern in zijn zeer persoonlijke muziek proberen te verenigen.

## Composities (selectief)

### Werken voor orkest
- Concert nr. 7 voor orkest, op. 116 (1953)
- Concert nr. 8 voor orkest, op. 117 (1957)
- Symfonie nr. 2 Mysterious Mountain, op. 132 (1955)
- Symfonie nr. 5, op. 170 (1953; rev. 1963)
- Symfonie nr. 6 Celestial Gate, op. 173 (1959)
- Symfonie nr. 9, St. Vartan, op. 180 (1949-50)
- Symfonie nr. 15, Silver Pilgrimage, op. 199 (1963)
- Symfonie nr. 19 Vishnu, op. 217 (1966)
- Symfonie nr. 22 City of Light, op. 236 (1970)
- Symfonie nr. 24, Letters in the sand, op. 273 (1973)
- Symfonie nr. 50 Mount St. Helens, op. 360 (1982)
- Symfonie nr. 60, opus 396 (1985)
- Symfonie nr. 63, opus 411 (1988)
- Meditation on Orpheus, op. 155 (1957-58)
- Fra Angelico, op. 220 (1967)
- And God Created Great Whales, op. 229 nr.1 (1970)
- Upon Enchanted Ground

### Werken voor harmonieorkest
- 1947 Sharagan and Fugue for brass choir opus 58, voor 2 trompetten, hoorn, eufonium, tuba
- 1948 Tapor (processional) opus 14, voor harmonieorkest
- 1948 Suite for band opus 15, voor harmonieorkest
- 1952 Prayer of St. Gregory, voor harmonieorkest
- 1952 3 Improvisations for band opus 248 Nr. 2
  1. Impromptu on a Bansri Tune
  2. Impromptu on a Bengal Tune (My Boat Is on Land)
  3. Impromptu on a Pakistan Lute Tune
- 1955 Tower Music (suite) voor 9 blazers (fluit, hobo, klarinet, fagot, 2 trompetten, hoorn, trombone en tuba)
- 1958 4e symfonie opus 165, voor symfonisch blaasorkest
  1. Andante (hymn & fugue)
  2. Allegro (Dance-trio-dance) .
  3. Andante espressivo (hymn & fugue)
- 1959 7e Sinfonie "Nanga Parvat" opus 178, voor symfonisch blaasorkest
  1. Con ferocità
  2. March (in isorhythmic form)
  3. Sunset
- 1959 Return and Rebuild the Desolate Places concert voor trompet en symfonisch blaasorkest
- 1960 14e symfonie "Ararat" opus 194, voor symfonisch blaasorkest
- 1963 17e symfonie opus 203, voor 6 fluiten, 3 trombones en 5 percussion
- 1967 5 Fantasies for brass choir opus 70
- 1967 Canzona and Fugue for brass opus 72
- 1968 20e symfonie "Three Journeys to a Holy Mountain" opus 223 voor symfonisch blaasorkest
- 1968 Requiem and Resurrection for brass ensemble opus 224
- 1972 23e symfonie "Ani" opus 249, voor symfonisch blaasorkest
- 1983 53e symfonie "Star Dawn" opus 377, voor symfonisch blaasorkest
- Hymn to Yerevan opus 83, voor symfonisch blaasorkest
- Vishnu-symphonie voor een koor van koperblazers

### Overig
- 1957 Magnificat, opus 157
- 1969 Shambala, opus 228
- 1975 Fanfare for the New Atlantis, opus 281
- 1976 Suite voor Altsaxofoon en Gitaar, opus 291
- 1985 Gitaarconcert nr. 2, opus 394
- 1985 Starry night, opus 384